# Harald Vollmar
Harald Vollmar, född 24 april 1947 i Bad Frankenhausen, är en före detta östtysk sportskytt.
Vollmar blev olympisk silvermedaljör i fripistol vid sommarspelen 1976 i Montréal.